# Кірюхин Андрій Анатолійович
Андрій Кірюхін (рос. Андрей Анатольевич Кирюхин; 4 серпня 1987, Ярославль — 7 вересня 2011, Ярославль) — російський хокеїст, що грав на позиції крайнього нападника.

## Ігрова кар'єра
Вихованець ярославського хокею.
Професійну хокейну кар'єру розпочав 2005 року.
Усю професійну клубну ігрову кар'єру, що тривала 7 років, провів, захищаючи кольори команд «Локомотив» (Ярославль), «Бєлгород» та «Капітан» (Ступіно.

## Загибель
7 вересня 2011 під час виконання чартерного рейсу за маршрутом Ярославль—Мінськ сталася катастрофа літака Як-42 внаслідок чого загинуло 43 особи з 45-и (після авіакатастрофи вижило лише двоє — хокеїст Олександр Галімов та бортінженер Олександр Сізов, які у важкому стані були госпіталізовані до міської лікарні Ярославля), серед загиблих також був і гравець Андрій Кірюхін.

## Статистика
| Сезон             | Клуб                    | Ліга       | Регулярний сезон | Регулярний сезон | Регулярний сезон | Регулярний сезон | Регулярний сезон | Регулярний сезон |
| Сезон             | Клуб                    | Ліга       | І                | Г                | П                | О                | +/-              | ШХ               |
| ----------------- | ----------------------- | ---------- | ---------------- | ---------------- | ---------------- | ---------------- | ---------------- | ---------------- |
| 2003-04           | «Локомотив»-2           | Перша ліга | 41               | 5                | 5                | 10               | --               | 10               |
| 2004-05           | «Локомотив»-2           | Перша ліга | 51               | 21               | 19               | 40               | --               | 26               |
| 2005-06           | «Локомотив»-2           | Перша ліга | 36               | 15               | 18               | 33               | --               | 48               |
| 2005-06           | «Локомотив» (Ярославль) | Суперліга  | 10               | 0                | 1                | 1                | -2               | 29               |
| 2006-07           | «Локомотив»-2           | Перша ліга | 32               | 13               | 18               | 31               | +26              | 80               |
| 2006-07           | «Локомотив»             | Суперліга  | 12               | 1                | 1                | 2                | +2               | 0                |
| 2007-08           | «Бєлгород»              | Вища ліга  | 63               | 17               | 22               | 39               | -19              | 44               |
| 2008-09           | «Капітан»               | Вища ліга  | 73               | 27               | 34               | 61               | +12              | 80               |
| 2009-10           | «Локомотив»             | КХЛ        | 70               | 8                | 17               | 25               | +5               | 28               |
| 2010-11           | «Локомотив»             | КХЛ        | 72               | 16               | 16               | 32               | +6               | 30               |
| Усього в КХЛ      | Усього в КХЛ            |            | 142              | 24               | 33               | 57               | +11              | 58               |
| Усього за кар'єру | Усього за кар'єру       |            | 460              | 123              | 151              | 274              | +30              | 375              |